# Sommatino
Sommatino är en ort och kommun i kommunala konsortiet Caltanissetta, innan 2015 i provinsen Caltanissetta, i regionen Sicilien i sydvästra Italien. Kommunen hade 6 877 invånare (2017).